# Hibanobambusa tranquillans
Hibanobambusa es un género monotípico de bambúes de la familia de las poáceas. Su única especie, Hibanobambusa tranquillans  (Koidz.) Maruy. & H.Okamura, es originaria de Japón. Es nativo de los bosques en el monte Hiba, Japón. Algunas autoridades consideran que es un intergenérico híbrido entre Phillostachys nigra var. henonsis y Sasa veitchii f. tyugokensis.

## Descripción
Se trata de un grupo de bambúes que alcanza un tamaño de 2.5 m de altura, con hojas de color verde muy oscuro de 25 cm o más de largo. El abigarrado cultivar 'Shiroshima' se encuentra en el cultivo.

## Taxonomía
Hibanobambusa tranquillans fue descrita por Maruy. &  H.Okamura y publicado en Report Fuji Bamboo Garden 16: 30. 1971.
Sinonimia
- Phyllostachys tranquillans (Koidz.) Muroi
- Semiarundinaria tranquillans Koidz.[5]
- Sinarundinaria tranquillans (Koidz.) Muroi	[6][7]